# Marius Strangl
Marius Strangl (* 2. Oktober 1990 in Erlangen) ist ein deutscher Fußballspieler.

## Karriere
Marius Strangl begann das Fußballspielen in seiner Heimatstadt bei der SpVgg 1904 Erlangen und wechselte später zum FSV Erlangen-Bruck. Mit 14 Jahren ging er ins benachbarte Fürth und schloss sich der SpVgg an. Dort durchlief er die weiteren Jugendjahre bis zur U19, bevor er 2009 in die zweite Mannschaft wechselte.
Als in der Profimannschaft der Kleeblättler im Herbst 2009 die defensiven Mittelspieler aufgrund von Verletzungen ausgingen, griff Trainer Benno Möhlmann auf das Nachwuchstalent des Reserveteams zurück und am 22. November kam Strangl zu seinem ersten Zweitligaeinsatz. Noch drei weitere Male half er in der Folge bei den Profis aus, bevor er wieder ins Regionalligateam zurückkehrte. Zur Saison 2010/11 unterschrieb er einen Profivertrag über drei Jahre.
Im Juni 2012 wurde der Vertrag aufgelöst und er wechselte zur neuen Saison zum FC Rot-Weiß Erfurt. In zwei Jahren bestritt er für Erfurt 37 Drittligaspiele und erzielte drei Tore. 2014 ging Strangl zur SpVgg Bayreuth. Drei Jahre spielte er mit Bayreuth in der Regionalliga Bayern.
Nach drei Spielzeiten bei den Oberfranken schloss sich Strangl dem TSV Lehnerz in der Hessenliga an.